# MiG–9
A MiG–9 (NATO-kódja: kezdetben Type 1, később Fargo) a Szovjetunióban a Mikojan–Gurevics-tervezőirodában (OKB–155) közvetlenül a második világháború után kifejlesztett sugárhajtású vadászrepülőgép. A fejlesztés során I–300 volt a típusjele, a tervezőirodában az F gyártmányjelzést is használták. Az első szovjet sugárhajtású vadászrepülőgépek közül a MiG–9 emelkedett elsőként a levegőbe 1946. április 24-én. Sorozatgyártása 1946–1948 között folyt Kujbisevben az 1. sz. repülőgépgyárban, ez idő alatt 602 darab készült. 1946-ban rendszeresítették és az 1950-es évekig állt szolgálatban. Átmeneti típusnak számított a második világháborús légcsavaros vadászrepülőgépek és az 1950-es években megjelent, nagy sorozatban gyártott sugárhajtású vadászrepülőgépek – pl. a MiG–15 – között.